# Бертильссон, Симон
Симон Бертильссон (швед. Simon Bertilsson; 19 апреля 1991, Карлскуга, Швеция) — шведский профессиональный хоккеист, нападающий. Игрок сборной Швеции по хоккею с шайбой.

## Биография
Воспитанник хоккейного клуба «Брюнес», выступал за составы клуба в молодёжных и юниорских соревнованиях. В сезоне 2008/09 дебютировал в высшей лиге Швеции. В 2009 году на драфте НХЛ права на игрока были закреплены за командой «Филадельфия Флайерз». На 2017 год провёл в элитной шведской лиге за «Брюнес» девять сезонов. В 2012 году стал чемпионом страны, в 2017 году завоевал серебряные медали первенства.
1 мая 2019 года подписал однолетнее соглашение с российским клубом КХЛ «Сочи»
Выступал за юниорские и молодёжные сборные Швеции на первенствах планеты. В 2012 году сыграл 2 матча в Европейском хоккейном туре. В 2018 году дебютировал в официальным матчах за сборную страны на Зимних Олимпийских играх в Пхёнчхане. Сыграл в хоккейном турнире 4 матча, отметился 1 голевой передачей.